# Bill Walker (político)
William M. Walker, mais conhecido como Bill Walker (Fairbanks, 16 de abril de 1951), é um advogado e político norte-americano. Walker é governador do Alaska desde 1 de dezembro de 2014 e não é membro de nenhum partido político.